# Charles L. Cotton

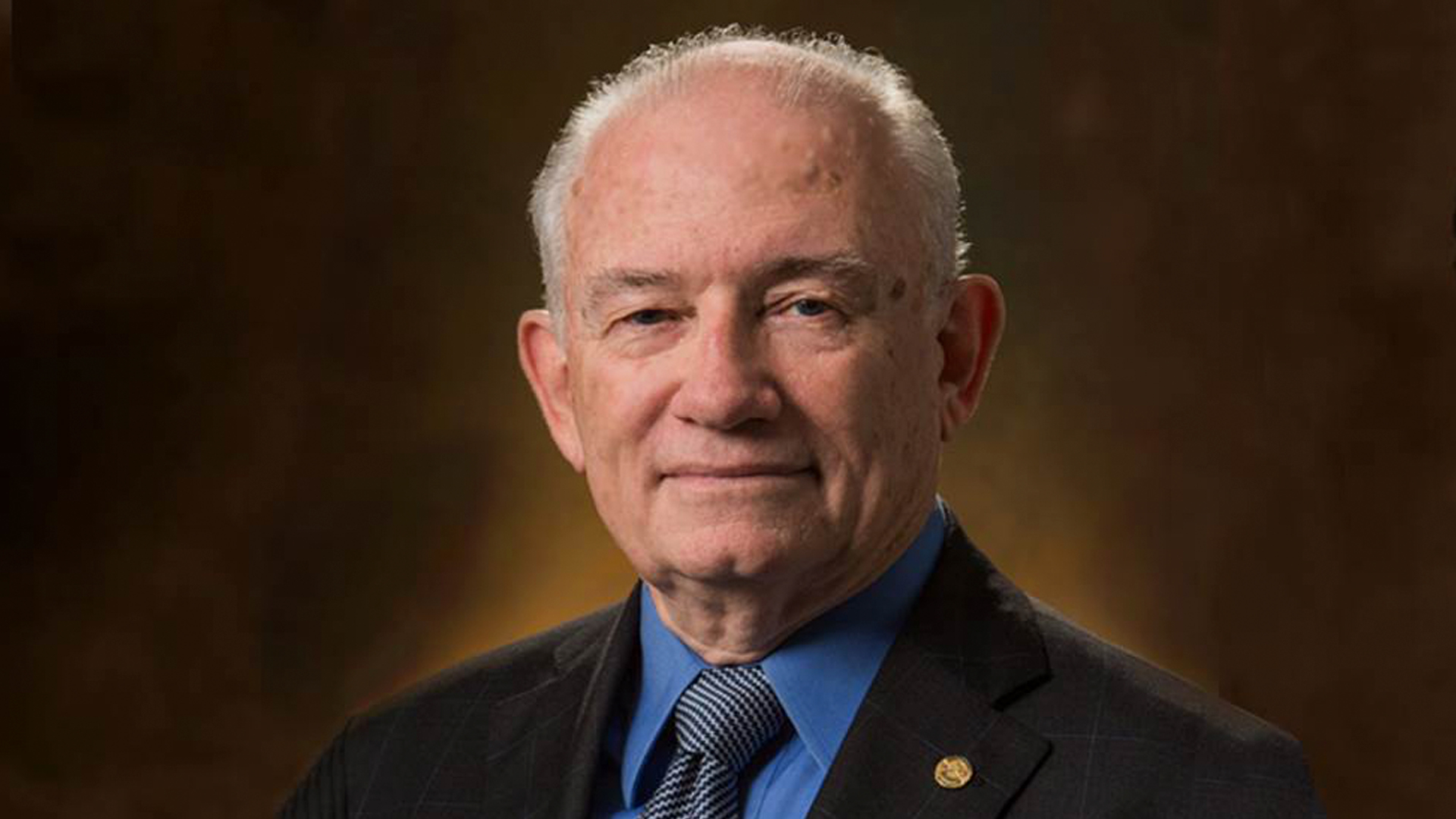
Charles L. Cotton (2022)

Charles L. Cotton (* 28. November 1949) ist ein US-amerikanischer Rechtsanwalt und Waffenrechtsaktivist. Seit 2021 ist er Präsident der National Rifle Association (NRA). Zudem ist er Moderator von TexasCHLForum.com, einem Online-Diskussionsforum über Waffenbesitz.
Cotton wuchs in Houston, Texas auf und schloss 1987 sein Studium an der University of Houston mit einem Juris Doctor ab. Ab 2017 war er Vorsitzender des Prüfungsausschusses der National Rifle Association. Cotton wurde 2021 als Nachfolger von Carolyn D. Meadows zum Präsidenten der NRA gewählt. Am 30. Mai 2022 wurde er als Präsident wiedergewählt.
Cotton lebt mit seiner Frau in Friendswood, Texas.